# Biacumontia maculata
Biacumontia maculata is een hooiwagen uit de familie Triaenonychidae. De wetenschappelijke naam van Biacumontia maculata gaat terug op Lawrence.